# 石板哨站
石板哨站是位于贵州省贵阳市花溪区石板镇的一个铁路车站，邮政编码550029。车站建于1960年，有沪昆铁路经过该站，现办理客货运业务，车站及其上下行区间均已电气化。车站距离贵阳站19公里，隶属成都铁路局，是四等站。